# Ormosia confluenta
Ormosia confluenta är en tvåvingeart som beskrevs av Alexander 1922. Ormosia confluenta ingår i släktet Ormosia och familjen småharkrankar. Inga underarter finns listade i Catalogue of Life.